# 格蘭特縣 (堪薩斯州)
格蘭特縣（英語：Grant County，簡稱GT）是美國堪薩斯州西南部的一個縣。面積1,489平方公里。根據美國2000年人口普查，共有人口7,909人。縣治尤里西斯 (Ulysses)。
成立於1873年3月20日。縣名紀念南北戰爭北軍將領、第十八任總統尤里西斯·格蘭特。本縣為一禁酒的縣。